# U-Bahnhof Stadtgarten (Dortmund)
Der U-Bahnhof Stadtgarten, offiziell mitunter auch als Stadtgarten (Theater) bezeichnet, ist eine Tunnelstation der Stadtbahn Dortmund in der Innenstadt von Dortmund. Sie ist die südliche von drei Kreuzungsstationen (Leningrader Dreieck) des Stadtbahnsystems, an der sich die Linien der Stammstrecken I und II kreuzen.

## Geschichte
Die Station wurde im Zusammenhang mit der Eröffnung der Tunnelstrecke der ersten Stammstrecke am 2. Juni 1984 eröffnet und ist somit eine der ältesten Stadtbahn-Tunnelstationen in Dortmund. Sie ersetzte die vorherige, etwa 200 m westlich gelegene Straßenbahnhaltestelle Stadttheater, welche seinerzeit mit Eröffnung der Stadtbahnstation ebenfalls in Stadtgarten umbenannt und mit der Einstellung der Straßenbahnlinie 408 am 16. Juni 2002 endgültig stillgelegt wurde.
Der untere Teil der Station (−2-Ebene) wurde 26. September 1992 zusammen mit der Tunnelstrecke der Stammstrecke II eröffnet und war provisorisch die südliche Endstation der Linie U42. Nachdem diese 1995 um eine Station bis Städtische Kliniken verlängert worden war, wurde die Tunnelstrecke Richtung Westfalenhallen bzw. Westfalenstadion in Betrieb genommen. Am 2. Juni 1996 erfolgte die Eröffnung von Stadtgarten über Saarlandstraße nach Polizeipräsidium, bei der eine neue Linie – U46 – eingeführt wurde, die vorübergehend anstatt der U42 bis Grevel fuhr. Nach der Eröffnung der Streckenabschnitte Polizeipräsidium – Westfalenhallen und Städtische Kliniken – Hombruch wurden die heutigen Strecken von Stadtgarten ausgehend fertiggestellt.

## Layout
| G                  | Straße                   | Ein-/Ausgang |
| V                  | Verteilergeschoss        | Ticketautomaten |
| B1 Stammstrecke I  | Seitenbahnsteig          | Seitenbahnsteig |
| B1 Stammstrecke I  | Züge Richtung Nordwesten | ← U 41 Richtung Lünen-Brambauer Verkehrshof ← U 45 Richtung Dortmund Hauptbahnhof / Fredenbaum ← U 47 Richtung Westerfilde Bf. ← U 49 Richtung Dortmund Hauptbahnhof / Hafen (Kampstraße) |
| B1 Stammstrecke I  | Züge Richtung Südosten   | → U 41 Richtung Clarenberg → → U 45 Richtung Westfalenhallen → → U 47 Richtung Aplerbeck → → U 49 Richtung Hacheney → (DO-Stadthaus Bf)                                                   |
| B1 Stammstrecke I  | Seitenbahnsteig          | |
| B2 Stammstrecke II | Seitenbahnsteig          | Seitenbahnsteig |
| B2 Stammstrecke II | Züge Richtung Südwesten  | ← U 42 Richtung Hombruch, Grotenbachstraße (Städtische Kliniken) ← U 46 Richtung Westfalenhallen (Saarlandstraße)                                                                         |
| B2 Stammstrecke II | Züge Richtung Nordosten  | → U 42 Richtung Grevel (Reinoldikirche) → |
| B2 Stammstrecke II | Mittelbahnsteig          | |
| B2 Stammstrecke II | Züge Richtung Nordosten  | → U 46 Richtung Brunnenstraße (Reinoldikirche) → |

## Bedienung
Der U-Bahn-Station wird von insgesamt sechs Linien der Stadtbahn Dortmund bedient. Die Linien U41, U45, U47 und U49 bedienen alle in Richtung Norden den Hauptbahnhof.
| Linie | Verlauf | Takt                      |
| ----- | --- | ------------------------- |
| U 41  | Brambauer Verkehrshof1 – Brambauer Krankenhaus – Lünen, Herrentheystraße – Dortmund, Oetringhauser Straße – Brechten Zentrum2 – Wittichstraße – Maienweg – Waldesruh – Grävingholz – Externberg – Amtsstraße – Zeche Minister Stein – Güterstraße – Fredenbaum – Immermannstraße/Klinikzentrum Nord – Lortzingstraße – U Münsterstraße – U Leopoldstraße – U Dortmund Hbf – U Kampstraße – U Stadtgarten – U DO-Stadthaus – U Markgrafenstraße – U Märkische Straße – U Karl-Liebknecht-Straße – U Willem-van-Vloten-Straße – U DO-Hörde, Bahnhof – U Dortmund, Clarenberg3 Diese Linie verkehrt auf der Stammstrecke I | 20 min (1–2) 10 min (2–3) |
| U 42  | DO-Grevel – Droote – Scharnhorst Zentrum – Flughafenstraße – Gleiwitzstraße – Kirchderne – Franz-Zimmer-Siedlung – Schulte Rödding – Bauernkamp – An den Teichen – Burgholz – Eisenstraße – Glückaufstraße – U Brunnenstraße – U Brügmannplatz – U Reinoldikirche – U Stadtgarten – U Städtische Kliniken – U DO-Möllerbrücke – U Kreuzstraße – Theodor-Fliedner-Heim – An der Palmweide – Am Beilstück – Barop Parkhaus – Eierkampstraße – Harkortstraße – Hombruch Hallenbad – Dortmund, Grotenbachstraße Diese Linie verkehrt auf der Stammstrecke II                                                                | 10 min                    |
| U 45  | ( Dortmund, Fredenbaum – Immermannstraße/Klinikzentrum Nord – Lortzingstraße – U Münsterstraße – U Leopoldstraße – ) U Dortmund Hbf – U Kampstraße – U Stadtgarten – U DO-Stadthaus – U Markgrafenstraße – U Westfalenpark – Remydamm – U Westfalenhallen Diese Linie verkehrt auf der Stammstrecke I. Während der HVZ wird die Linie bis zur Haltestelle Fredenbaum verlängert. Bei Veranstaltungen wird sie ab dem/bis zum Haltepunkt Stadion eingesetzt; ab Westfalenhallen verkehrt sie weiter als U46 in Richtung Brunnenstraße.                                                                                   | 10 min                    |
| U 46  | U Dortmund, Brunnenstraße – U Brügmannplatz – U Reinoldikirche – U Stadtgarten – U Saarlandstraße – U Polizeipräsidium – U Dortmund, Westfalenhallen Diese Linie verkehrt auf der Stammstrecke II. Bei Veranstaltungen wird diese Linie ab dem/bis zum Haltepunkt Brügmannplatz eingesetzt; ab Westfalenhallen fahren die Züge weiter auf der Linie U45 in Richtung Fredenbaum. | 10 min                    |
| U 47  | DO-Westerfilde – Obernette – Buschstraße – Parsevalstraße – Huckarde Bushof – Huckarde Abzweig – Insterburger Straße – Hafen – U Schützenstraße – U Leopoldstraße – U Dortmund Hbf – U Kampstraße – U Stadtgarten – U DO-Stadthaus – U Markgrafenstraße – U Märkische Straße – Kohlgartenstraße – Voßkuhle – Lübkestraße – Max-Eyth-Straße – Stadtkrone Ost – Hauptfriedhof – Allerstraße/Westfälische Klinik für Psychiatrie – Westendorfstraße – Schürbankstraße – DO-Aplerbeck Diese Linie verkehrt auf der Stammstrecke I                                                                                           | 10 min                    |
| U 49  | ( Dortmund, Hafen – U Schützenstraße – U Leopoldstraße – ) U Dortmund Hbf – U Kampstraße – U Stadtgarten – U DO-Stadthaus – U Markgrafenstraße – U Westfalenpark – Rombergpark – DO-Hacheney Diese Linie verkehrt auf der Stammstrecke I. Während der HVZ an Schultagen wird die Linie bis zur Haltestelle Hafen verlängert | 10 min                    |